# Jandira Martini
Pour les articles homonymes, voir Martini.
Jandira Lúcia Lália Martini, née le 10 juin 1945 à Bertioga (État de São Paulo) et morte le 29 janvier 2024 à São Paulo, est une actrice brésilienne.

## Filmographie

### Télévision
- 1971 - Bandeira 2 (TV Globo) - Evanira
- 1976 - Saramandaia (TV Globo) - Railda
- 1980 - Chega Mais (TV Globo) - Adriana
- 1987 - Sassaricando (TV Globo) - Teodora Abdalla
- 1990 - A História de Ana Raio e Zé Trovão (Rede Manchete/SBT) - Vitória Imperial
- 1991 - O Fantasma da Ópera (Rede Manchete/SBT) - Marion Leik Fitzgerald
- 1994 - Éramos Seis (SBT) - Dona Genu
- 1995 - Sangue do Meu Sangue (pt) (SBT) - Rebeca
- 1996 - Brava Gente (SBT) - Augusta Messinari
- 2001 - Os Maias (TV Globo) - Eugênia Silveira
- 2001 - Le Clone (TV Globo) - Zoraide
- 2003 - A Casa das Sete Mulheres (TV Globo) - Dona Antônia
- 2004 - A Diarista (TV Globo) - Dilma (episódio: Aquele com os Loucos)
- 2005 - América (TV Globo) - Odaléia de Oliveira
- 2007 - Amazônia, de Galvez a Chico Mendes (TV Globo) - Donana
- 2007 - Desejo Proibido (TV Globo) - Dona Guará
- 2008 - Casos e Acasos (TV Globo) - Dona Epitácia (episódio: O ultimato, o vândalo e a pensão)
- 2009 - India, A Love Story (TV Globo) - Puja
- 2010 - Escrito nas Estrelas (TV Globo) - Gildete (Madame Gilda)
- 2011 - Morde & Assopra (TV Globo) - Salomé de Souza
- 2012 - Salve Jorge (TV Globo) - Vó Farid

### Cinéma
- 1990 - Uma Escola Atrapalhada[3]
- 2004 - Olga[4]